# Die Zukunft ist wild
Die Zukunft ist wild (Original The Future Is Wild) ist der Titel einer mehrteiligen dokufiktionalen Fernsehsendung, die erstmals im Jahr 2002 im ORF und auf arte und im Jahr 2003 im ZDF gezeigt wurde. 2004 und 2007 wurde die Reihe auf 3sat, sowie 2010 auf zdf neo wiederholt. Außerdem wird sie immer wieder auf Animal Planet (Premiere) und auf Phoenix gesendet.

## Inhalt
Eine interdisziplinäre Gruppe von Wissenschaftlern entwarf in mehrjähriger Arbeit mögliche Gesamtszenarien für die langfristige Evolution auf der Erde ohne Einfluss des Menschen und unter Berücksichtigung wahrscheinlicher geologischer und klimatischer Veränderungen. Es wurden jeweils Biotope und mögliche, in ihnen lebende neu entstandene Arten in fünf, 100 und 200 Millionen Jahren (Episode 1: Eiszeit, Episode 2: Treibhaus, Episode 3: Neuland) entworfen und mit aufwändiger Computer- und Animationstechnik visualisiert.
Die nach heutigen Messergebnissen mögliche weitere Verschiebung der Kontinentalplatten und die damit einhergehenden einschneidenden klimatischen Veränderungen durch erhöhten Vulkanismus könnten einerseits zu einem großflächigen Aussterben vieler Arten, andererseits zur Bildung eines einzigen neuen Superkontinent Novopangaea führen, dem ein riesiger Weltozean gegenüberstünde. Da sich deshalb das Nahrungsangebot für überlebende Fischarten verringert und sie weitere Strecken zurücklegen müssten, bilden sie ihre Brustflossen zu Flügeln und ihre Schwimmblase zur Lunge um. So könnten sie auf Nahrungssuche große Strecken über den Ozean fliegen und an Land brüten. Sie würden die Stelle der ausgestorbenen Meeresvögel einnehmen. Diese hypothetische Evolutionsstufe wurde mit dem Kunstwort Flisch bezeichnet.
Neben den Flischen wurden noch eine Reihe weiterer möglicher neuer Arten beschrieben. Die Entwicklung beruht auf den bekannten Gesetzen der bisherigen Evolution (es gibt z. B. heute schon „fliegende Fische“, die sich weite Strecken springend und im Gleitflug über dem Wasser bewegen), ist aber keineswegs zwingend, sondern eine von vielen möglichen. In der gezeigten Zukunftsvision gibt es – gemäß dem bereits seit Jahrtausenden nachweisbaren Trend zum Aussterben der Säugetiere – keine Menschen mehr, auch weil eine von Menschen beeinflusste Erde als nicht im Rahmen der Evolutionstheorie vorhersehbar gilt.
Es gibt eine Zeichentrickserie mit Namen The Future Is Wild, in welcher die Kreaturen der Dokumentation beinhaltet sind. Auch das Buch Pangäa – Der Achte Tag basiert zum Großteil auf den Filmen. Eine Ausstellung zur Fernsehsendung wird im Dinosaurier-Park Münchehagen gezeigt (Stand: 2013).

## Buch
2002 erschien in Deutschland das vom Egmont Vgs. Verlag veröffentlichte Buch Die Zukunft ist Wild, von Dougal Dixon und Joanna Adams.
Auch das Buch Pangea – Der achte Tag von Andreas Schlüter und Mario Giordano basiert zum Großteil auf den Filmen, hat aber eine eigenständige Handlung.